# Cena Zuzany Navarové
Cena Zuzany Navarové je ocenění Nadace Život umělce, pojmenované po Zuzaně Navarové, která byla jednou z hlavních zakladatelek a od začátku 90. let stála v čele této nadace.  Cena je udílena ve spolupráci s Pražskou konzervatoří studentům posledního ročníku hudebně-dramatického oboru (herectví), kteří jsou občany České republiky a kteří „v průběhu celého studia herectví dosáhli výrazných tvůrčích úspěchů“.  Ceny jsou udělovány dvě – studentovi a studentce. Cena je spojena s peněžní prémií 15 000 Kč.
Podobnou cenou Nadace Život umělce pro studenty DAMU je Cena Jiřího Adamíry.

## Laureáti
- 2006 – Hana Kusnjerová
- 2007 – Pavla Janiššová a Braňo Holiček
- 2008 – Šárka Muková a Matouš Ruml
- 2009 – Petra Doležalová a Jan Hofman [5]
- 2016 – Veronika Malá a Lukáš Adam [6]
- 2017 – Eliška Nejedlá a Milan Ligač
- 2018 – Martina Nováková a Dominik Jetel [7]
- 2025 - Viktorie Čechová a Kryštof Švehlík